# Baeocera brunnea
Baeocera brunnea – gatunek chrząszcza z rodziny kusakowatych, podrodziny łodzikowatych i plemienia Scaphisomatini.
Gatunek tan opisany został w 1972 roku przez Ivana Löbla jako Eubaeocera brunnea. Lokalizacją typową jest Dapa w prowincji Surigao del Norde.
Chrząszcz o ciele poniżej 1,9 mm długości. W długich czułkach człony dziewiąty i dziesiąty są znacznie dłuższe niż szersze. Wyraźnie grube punktowanie pokrywa większą część zapiersia, a po jego bokach rozmieszczenie punktów jest wyraźnie nieregularne. Hypomeron bardzo delikatnie lub wcale niepunktowany. Metanepisterna wyraźnie oddzielone głębokim szwem. Pokrywy nieprzyciemnione wierzchołkowo, grubo punktowane na dysku aż do lub prawie do wierzchołka. Rowek przyszwowy pokryw zaczyna się u ich podstawy, zakrzywia się wzdłuż krawędzi nasadowej i sięgając boków pokryw formuje pełny rządek bazalny, łączący się z rzędami bocznymi. Tylne skrzydła dobrze rozwinięte. Na pierwszym widocznym sternicie odwłoka, oprócz nasadowego rządka, brak wyraźnych punktów lub tylko kilka rozproszonych.
Łodzikowaty ten zasiedla ściółkę i odpadki leżące na dnie lasów deszczowych: pierwotnych, a na stokach również zdegradowanych. Podawany z filipińskich wysp Luzon, Leyte i Siargao.